# Isogona reniformis
Isogona reniformis är en fjärilsart som beskrevs av Smith 1903. Isogona reniformis ingår i släktet Isogona och familjen nattflyn. Inga underarter finns listade i Catalogue of Life.